# حیران خانم
حیران خانم (۱۷۹۰، نخجوان - ۱۸۴۸، تبریز) شاعر اهل ایران در قرن ۱۸ میلادی و نیمه اول قرن ۱۹ میلادی در شهرهای تبریز و خوی بود. این شاعر آذربایجانی از طایفه بزرگ دنبلی‌های آذربایجان و تیره کنگرلو است. حیران خانم دختر کریمخان کنگرلوی دنبلی حاکم نخجوان از خاندان کنگرلوی دنبلی، شاعر نامدار قرن سیزدهم هجری قمری است. از زندگی و شرح حال وی اطلاع دقیقی در دست نیست و هرچه از او به نگارش در آمده، به دست نویسندگان و محققین متناقض می‌باشد. حیران ظاهراً تخلصی برای او بوده نه نام اصلی او.

## زندگی
تولد وی را محمّد علی خان تربیت شهر تبریز می‌داند، و برخی دیگر از محققین او را متولد شهر نخجوان دانسته‌اند و رشد و نمای وی را در شهر اورمیه روستای «خانقاه سرخ»(به زبان ترکی:قزل خنیه) که در سه فرسخی اورمیه و پایین‌تر از کارخانه قند دانسته‌اند.
به گفته‌ای استاد ققید سعید تربیت در کتاب دانشمندان آذربایجان شرحی با درج ابیاتی چند در صفحه ۱۲۶، حیران را که در موقع عزیمت از نخجوان نامزدی داشته و دختر نو رسیده بوده و فقط پس از مدتی اقامت در تبریز راهی اورمیه شده، متولد تبریز دانسته است.
در کتاب بزرگان و سخن سرایان آذربایجان غربی و دانشمندان آذربایجان و به نوشته دکتر جواد هیئت در کتاب«آذربایجان ادبیات تاریخینه بیر باخیش» این شاعر نامی جزء شعرای اورمیّه و اهل تبریز معرّفی شده است ولی به گفته‌ای خود از طایفه دنبلی است.
شهر خوی و خاندان دنبلی با هم رابطه نزدیکی دارند و اقامت حیران خانم در اورمیّه و تبریز را نمی‌توان دلیل بر این دانست که او اهل اورمیه و تبریز است، چنان که عبدالرّزاق دنبلی، و تعدادی از بزرگان این ایل را فقط به این دلیل که از خاندان دنبلی هستند جزء بزرگان خوی دانسته‌اند با این که می‌دانند محل زندگی او خوی نیست، فقط چون دنبلی هست و دنبلی‌ها با خوی پیوند جدا نشدنی دارند جزء بزرگان خوی دانسته‌اند.
شعری از رودکی.
| بوی جوی مولیان آید همی |  | یاد یار مهربان آید همی |

در جواب حیران خانم چنین غزلی را در دو مطلع گفته‌است.
| این مه‌است از آسمان آید همی |  | یا گل است از گلستان آید همی |

| از دو زلفت بوی جان آید همی |  | عنبر از زلفت عیان آید همی |

## تحصیل
حیران در نخجوان تحصیل را به صورت تخصصی شروع کرد و در علوم متداوله‌عصر تحصیل کرد و به شعر پرداخت بیشتر اشعار او به زبان فارسی و ترکی آذربایجانی است.